# Donny Hathaway
Donny Hathaway, född 1 oktober 1945 i Chicago i Illinois, död 13 januari 1979 i New York i New York, var en amerikansk soulsångare och musiker.
Hathaway föddes i Chicago men växte upp i St. Louis, Missouri. Han började sin musikkarriär som kyrkokörsångare redan tre år gammal. Att han har sina rötter inom gospelmusik hörs i hans senare verk. Han började även spela piano som ung och det var hans talang för pianospelandet som ledde till att han på ett stipendium kunde utbilda sig vidare inom musiken vid Howard University i Washington D.C 1964. Här delade han rum med Leroy Hutson som sedermera kom att bli ledsångare för The Impressions. 
Han slutförde inte sina studier utan började sin professionella karriär som låtskrivare, studiomusiker och musikproducent redan under studietiden.
 1968 arbetade sedan Donny som låtskrivare, arrangör, pianist och producent för Curtis Mayfields Curtomskivbolag.
Genombrottet som soloartist var med singeln "The Ghetto, Pt. 1". Under början av 1970-talet släppte Donny Hathaway ett antal soloalbum. Han medverkade även på flera andra artisters verk som sångare och pianist. Det mest kända samarbetet var med Roberta Flack som han gjorde flera duetter med.
Många av dagens soulartister har inspirerats av Donnys musik, bland andra Stevie Wonder som det sägs ofta satt vid första bänkraden vid Donnys konserter. Även popartister som Justin Timberlake säger sig ha inspirerats av Donny.
Samplingar av hans musik har använts av många hiphopartister, till exempel Wu Tang Clan i låten "Little Ghetto Boys" på albumet "Wu-Tang Forever", men även andra aktörer inom hiphopen som exempelvis "Dr Dre" har låtit sig inspireras av Donny.
Donny Hathaway fick tillsammans med sin fru Eulaulah två döttrar.

- Lalah Hathaway som är verksam som R&B- och jazzsångerska med ett flertal topp 100-placeringar på den amerikanska billboardlistan.

- Kenya Hathaway är också sångerska och har bland annat arbetat som körsångare i tv-serien American Idol.
Donny Hathaway dog 33 år gammal i vad som förmodas var ett självmord. Ett fall från den 15:e våningen i Essex House i New York. Det är dokumenterat att han tidvis led av svåra depressioner och det fanns enligt polisutredningen om dödsfallet inga tecken på en annan dödsorsak än självmord.

## Diskografi i urval
Album
- Everything Is Everything (ATCO, 1970)
- Donny Hathaway (ATCO, 1971)
- Live (ATCO, 1972)
- Extensions Of A Man (1973)
- In Performance (1980)

Singlar
- "I Thank You Baby" (Curtom, 1969)
- "The Ghetto, Pt. 1" (ATCO)
- "This Christmas" b/w "Be There" (ATCO, 1970)
- "A Song For You" (1971)
- "Magnificent Sanctuary Band" b/w "Take A Love Song" (1971)
- "Giving Up" (1972)